# Landkreis Oldenburg
Landkreis Oldenburg er en Landkreis i den vestlige del af den tyske delstat Niedersachsen, med administrationen beliggende i byen Wildeshausen.

## Geografi
Landkreisen ligger syd for byen Oldenburg og har en udstrækning på omkring 35x40 km. Hovedparten af landkreisen ligger i naturområdet Ems-Hunte-Geest. Der er dele af Oldenburger Geest, Hunte-Leda-Moorniederung, Wesermarsch, Thedinghäuser Vorgeest samt Syker, Delmenhorster og Cloppenburger Geest. Store områder ligger i  Naturpark Wildeshauser Geest. Området repræsenterer dermed et bredt tværsnit af det typiske nordvesttyske marsk og moselandskaber.
Gennem landkreisen løber floden Hunte en større biflod til Weser. Området ligger mellem  2 og 55 meter over havet. 

### Nabokreise
Landkreisen grænser (med uret fra nordvest) til Landkreis Ammerland, til kreisfri by Oldenburg, til Landkreis Wesermarsch, til den kreisfri Stadt Delmenhorst samt til landkreisene Diepholz, Vechta og Cloppenburg.

### Naturbeskyttelse
I Landkreis Oldenburg er der  18 Naturschutzgebiete. Det største (Hasbruch) har et areal på 630 ha, det mindste (Hatter Holz) et areal på  5,3 ha.

## Byer og kommuner
Landkreisen havde 130144  indbyggere pr.  2018-12-31

Kommuner
| 1. Dötlingen [adm: Neerstedt] (6259) 2. Ganderkesee, (31137) 3. Großenkneten (15736) 4. Hatten [adm: Kirchhatten] (14111) 5. Hude (16248) 6. Wardenburg (16012) 7. Wildeshausen, administrationsby (19932) - Samtgemeinde Harpstedt (10709) med kommunerne 1. Beckeln (754) 2. Colnrade (766) 3. Dünsen (1166) 4. Groß Ippener (999) 5. Harpstedt, Flecken * (4690) 6. Kirchseelte (1161) 7. Prinzhöfte (648) 8. Winkelsett (525) |